# Filip Jaślar
Filip Jaślar (ur. 29 sierpnia 1972 w Warszawie) – polski skrzypek, członek Grupy MoCarta.

## Życiorys
Absolwent Akademii Muzycznej im. Fryderyka Chopina w Warszawie. Współpracował z orkiestrą kameralną Chopin Akademia Orchestra pod kierunkiem Jana Staniendy oraz orkiestrą barokową Concerto Avenna.
Do maja 2020 w każdą środę o 06:48 w Programie III Polskiego Radia prowadził audycję Urywki z kalendarza. Później został współpracownikiem Radia 357.
Ma żonę Anetę i dwoje dzieci – Kacpra i Marię. Jest synem Krzysztofa Jaślara z kabaretu Tey.